# Касьянов, Виктор Николаевич
Касьянов Виктор Николаевич (род. 15 августа 1948, Барановичи БССР) — доктор физико-математических наук, профессор, главный научный сотрудник и заведующий лабораторией «Конструирование и оптимизация программ» Института систем информатики СО РАН им.
А. П. Ершова. Член-корреспондент РАЕН. Известный специалист в области теоретического и системного программирования, результаты работ которого воплощены в ряде инструментальных и прикладных программных систем. Автор более 450 научных работ, в том числе 36 монографий и учебных пособий, руководит исследованиями по темам РАН и грантам, имеет 6 свидетельств о регистрации результатов интеллектуальной деятельности. Член редколлегий международных журналов и сборников, программных комитетов международных конференций, национальных и международных научных обществ. Победитель всех конкурсов грантов Президента РФ для выдающихся ученых.
Работает по совместительству в НГУ с 1974, в должности профессора с 1990, более 48 лет читает основные курсы по программированию и информатике студентам ММФ НГУ.

## Биография
Родился 15 августа 1948 в г. Барановичи Белорусской ССР в семье участников Великой Отечественной войны подполковника Касьянова Николая Александровича (1918-1992) и Касьяновой Аполонии Ивановны (1925-2018). В 1953 г. вместе с родителями переехал в г. Новосибирск.
- 1966 — окончил с золотой медалью среднюю школу 10 г. Новосибирска и поступил в НГУ. Во время учёбы работал программистом и дежурным электриком, а также в летних студенческих строительных отрядах на Чукотке и в Магаданской области.
- С 1970 — женат, жена — Светлана Николаевна Касьянова (Блинова) 1949 года рождения, выпускница НГУ (1971), дочь — Елена, кандидат физико-математических наук (2007), доцент по кафедре программирования (2010), родилась в 1972 году.
- 1971 — окончил НГУ по специальности «Математик».
- С 1971 — работает в Новосибирске сначала в Вычислительном центре СО АН СССР (ВЦ) стажером-исследователем, мнс, снс, внс и заведующим научно-исследовательской группой «Теория и методы трансляции», а затем с 1990 в Институте систем информатики СО РАН (ИСИ) заведующим лабораторией «Конструирование и оптимизация программ» и главным научным сотрудником.
- С 1974 — по совместительству работает в НГУ ассистентом, доцентом, а с 1990 профессором. С 1976 г. читает основные курсы по программированию и информатике студентам НГУ, организует и руководит занятиями по программированию и практике на ЭВМ для прикладных математиков. Внёс существенный вклад в становление Высшего колледжа информатики и кафедры программирования НГУ, а также в сохранение и дальнейшее развитие летних школ юных программистов и других форм работы по школьной информатике, инициированных академиком А.П. Ершовым. Организатор кафедры систем информатики и первый ее заведующий (1991–1992), первый заместитель заведующего кафедрой программирования (1993–1996), член Учёного совета механико-математического факультета (2003-2023).
- С 1976 — кандидат физико-математических наук, тема диссертации «Комбинаторные задачи анализа программ в оптимизирующей трансляции».
- С 1979 — организатор и руководитель объединённого семинара «Конструирование и оптимизация программ» ВЦ / ИСИ и НГУ, состоялось более 995 заседаний.
- 1980 — присвоено учёное звание доцента по кафедре вычислительной математики.
- 1980–1988 — член редакционной коллегии, заместитель главного редактора серии сборников научных трудов по системному и теоретическому программированию преподавателей, стажеров и аспирантов вузов Сибири и Дальнего Востока.
- 1980–1989 — член рабочих групп по языкам и системам программирования, по автоматическому синтезу и преобразованию программ и по теории программирования при Комиссии по системному программированию Координационного комитета по вычислительной технике АН СССР.
- 1984 — присвоено учёное звание старшего научного сотрудника по специальности «Математическое обеспечение вычислительных машин и систем».
- 1984–1991 — член Научно-технической комиссии по технологии программирования Государственного комитета по науке и технике СССР, член секций комиссии по инструментальным средствам и обучению.
- С 1989 — доктор физико-математических наук, тема диссертации «Эквивалентные и оптимизирующие преобразования крупноблочных схем и программ».
- С 1989 — член Американского математического общества (AMS).
- С 1991 — редактор серии академических сборников научных трудов ИСИ по конструированию и оптимизации программ (вышло более 25 выпусков).
- С 1991 — член диссертационных советов по защите диссертаций на соискание учёной степени доктора и кандидата наук.
- 1992 — присвоено учёное звание профессора по кафедре вычислительной математики.
- 1992–1994 — Президент Сибирского межрегионального фонда «Информатика: развитие и образование (ИнфРО)».
- С 1994 — член-корреспондент Российской академии естественных наук.
- 1994, 1997, 2000 — лауреат конкурсов Государственной научной стипендии Президента РФ для выдающихся учёных России.
- С 2000 — член редколлегий журналов «Bulletin of the Novosibirsk Computing Center. Series: Computer Science», «Enterprise Information Systems», «Проблемы программирования», «Проблемы информатики», «Системная информатика».
- 2002–2023 — член Объединённого учёного совета СО РАН по математике и информатике.
- 2006  — присвоено звание «Ветеран труда».
- С 2015 — эксперт Российского научного фонда.
- С 2016 — эксперт Российской академии наук.

## Награды
- Медаль ордена «За заслуги перед Отечеством» II степени (14 января 2014 года) — за достигнутые трудовые успехи и многолетнюю плодотворную работу[1]